# Zelandotipula fulva
Zelandotipula fulva är en tvåvingeart som först beskrevs av Frederick Wollaston Hutton 1900.  Zelandotipula fulva ingår i släktet Zelandotipula och familjen storharkrankar. Inga underarter finns listade i Catalogue of Life.